# Miguel Ángel Diamante
Miguel Ángel Diamante (San Miguel de Tucumán, Tucumán, Argentina) es un exfutbolista argentino que se desempeñaba como defensor.

## Trayectoria

### Atlético Tucumán
Diamante debutó en Atlético Tucumán en el año 1982. En 1983 se consagró campeón de la Liga Tucumana y clasificó al Campeonato Nacional 1984. En dicho torneo avanzó hasta la fase final. En el año 1986 se consagró campeón tucumano por segundo ocasión. Debutó en la B Nacional en 1987.
Diamante disputó 134 partidos con la camiseta de Atlético Tucumán. 

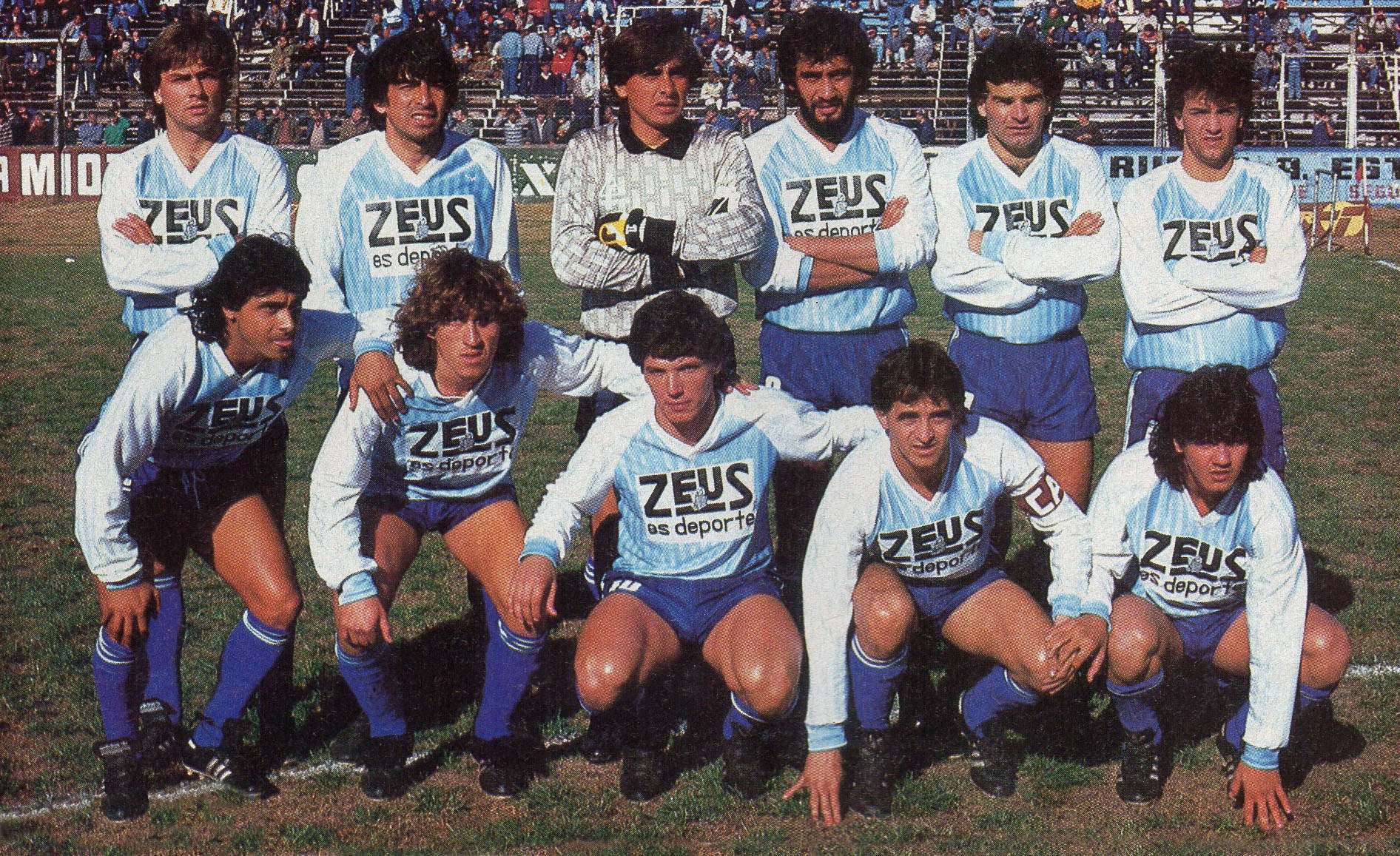
Formación de Atlético Tucumán en 1987.

### Racing de Córdoba
En 1990 es transferido a Racing de Córdoba para jugar en la primera división.

### Litoral
Tuvo su primera experiencia internacional, cuando partió rumbo a Bolivia para jugar en Litoral, de la primera división boliviana. 

## Clubes
| Club              | País      |
| ----------------- | --------- |
| Atlético Tucumán  | Argentina |
| Racing de Córdoba | Argentina |
| Litoral           | Bolivia   |

## Palmarés
| Título        | Equipo           | País      | Año  |
| ------------- | ---------------- | --------- | ---- |
| Liga Tucumana | Atlético Tucumán | Argentina | 1983 |
| Liga Tucumana | Atlético Tucumán | Argentina | 1986 |